# Ocellé de l'Atlas
Pseudochazara atlantis
Espèce
L’Ocellé de l'Atlas (Pseudochazara atlantis) est une espèce de lépidoptères (papillons) de la famille des Nymphalidae, de la sous-famille des Satyrinae et du genre Pseudochazara.

## Dénomination
Pseudochazara atlantis a été nommé par Jules Léon Austaut en 1905.
Synonymes :Satyrus atlantis Austaut, 1905; Satyrus mniszechi var. maroccana Meade-Waldo, 1905; Satyrus atlantis colini Wyatt, 1952.

### Sous-espèces
- Pseudochazara atlantis atlantis (Austaut, 1905) ;  dans les montagnes de l'Atlas.
- Pseudochazara atlantis colini (Wyatt, 1952) dans le Moyen-Atlas.
- Pseudochazara atlantis benderi Weiss, 1979 ; dans le rif marocain
- Pseudochazara atlantis mounai[2]

### Noms vernaculaires
L'Ocellé de l'Atlas se nomme Moroccan Grayling en anglais.

## Description
L'Ocellé de l'Atlas est un papillon marron avec une large bande postdiscale orange marquée de nervures foncées et bordée d'une frange entrecoupée. L'aile antérieure, porte deux ocelles foncés pupillés de blanc dont un à l'apex plus clair.
Le revers, plus terne, présente les mêmes deux ocelles aux antérieures.

## Biologie

### Période de vol et hivernation
Il vole en une génération, de mi-juin à début août.

### Plantes hôtes
Non mentionnée dans les ouvrages de référence, ce seraient des Poacées xérophiles de haute montagne.

## Écologie et distribution
L'Ocellé de l'Atlas n'est présent qu'au Maroc dans l'Anti-Atlas, le Haut-Atlas et le Moyen-Atlas,.

### Biotope
Il réside en altitude sur des escarpements rocheux.

### Protection
Il ne bénéficie pas de statut de protection particulier. Alors que Pseudochazara atlantis atlantis et Pseudochazara atlantis mounai sont peu menacées, Pseudochazara atlantis colini est vulnérable et Pseudochazara atlantis benderi en danger.

## Source
- Guide des papillons d'Europe et d'Afrique du Nord, Delachaux et Niestlé, Tom Tolman, Richard Lewington,  (ISBN 978-2-603-01649-7)
- Lionel G. Higgins et Norman D. Riley (1988). Guide des papillons d'Europe. Delachaux et Niestlé (Lausanne).